# Johannes Gammelby
Johannes Gammelby er en rocksanger fra Danmark. Han er medlem af "Beta Satan", hedengangene "I Am Bones" og nu "The Malpractice".